# Nele Karajlić
Nenad Janković alias Nele Karajlić (Sarajevo, 11. prosinca 1962.), bosanskohercegovački rock and roll glazbenik, skladatelj, glumac i nekadašnji televizijski direktor u Bosni i Hercegovini. Najpoznatiji kao bivši pjevač Zabranjenog pušenja.

## Životopis
Od malih nogu Nenad Janković je bio poznat u svom rodnom gradu kao prilično zanimljiv i vedro raspoložen momak. Bio je lucidan, zabavan, vješt i krasio ga je izuzetan smisao za humor. 
Tijekom '80-tih godina bio poznat kao pjevač grupe "Zabranjeno pušenje" i glumac u popularnoj televizijskoj seriji "Top lista nadrealista". Do kolovoza 1992. godine je živio u Sarajevu. Osamostaljenjem BiH je otišao u Beograd gdje je osnovao novi bend pod imenom No Smoking Orchestra.